# Alonso Zapata
Alonso Zapata Ramírez (22 de agosto de 1958, Pereira, Colombia) es un Gran Maestro Internacional colombiano de ajedrez. Terminó sus estudios en el Colegio Cooperativo Del Magisterio de Cundinamarca (COLDEMAG). Obtuvo el título de Maestro Internacional (MI) en 1980, y el de Gran Maestro (GM) en 1984, siendo el primer colombiano en obtener este rango, el más importante otorgado por la FIDE.
Fue campeón colombiano en 1980, 1981, 1995 (junto a Gildardo García), 1996, 2000, y 2002.
Zapata jugó once veces por Colombia en las Olimpíadas de ajedrez (1978-1992, 1996-1998, y 2002).
Terminó segundo, detrás de Artur Yusupov, en el 16º Campeonato Mundial Juvenil de Ajedrez 1977 en Innsbruck, empató el 2º lugar en La Habana 1980,  compartió el primer lugar en el torneo de Cienfuegos de 1980, y en Matanzas 1994 (Memorial Capablanca). Es recordada su victoria ante Viswanathan Anand, en sólo seis jugadas en el torneo de Biel de 1988.
Su mejor puntuación en el escalafón mundial de la FIDE fue de 2580 puntos Elo en la lista de enero de 1993, en la que ocupó el 68.º lugar.
Actualmente es el entrenador nacional de la Federación de Ajedrez de Puerto Rico.